# La Capelle-et-Masmolène
La Capelle-et-Masmolène là một xã trong tỉnh Gard thuộc vùng Occitanie, phía nam nước Pháp. Xã La Capelle-et-Masmolène nằm ở khu vực có độ cao trung bình 246 mét trên mực nước biển.